# Лихолесье
Лихоле́сье (англ. Mirkwood, в других переводах «Сумеречье», «Чернолесье», «Чёрный или Сумрачный лес») — в легендариуме Дж. Р. Р. Толкина огромный лесной массив, расположенный в Рованионе (Средиземье), к востоку от Мглистых Гор, за рекой Андуин. Лихолесье — остаток первобытного леса, покрывавшего в древнейшие времена значительную часть территории Средиземья. На севере Лихолесье подходит к Серым горам, на востоке граничит с Эребором, а от его южной оконечности начинаются Бурые равнины. К северо-востоку от Лихолесья (примерно в 40 милях) находится Одинокая гора.
Изначально этот лес населяли лесные эльфы, которыми правил король Орофер, выходец из королевства Дориат, а впоследствии — его сын Трандуил. Лес называли «Великим Зеленолесьем», «Великой пущей» (синд. Eryn Galen) примерно до 1100 года Третьей эпохи, когда на лес пала тень Тёмного Властелина Саурона, и люди начали называть его «Taur-e-Ndaedelos» («Лес великого страха») — по-английски Mirkwood («Лихолесье»). Саурон под именем Некроманта утвердился в крепости на холме Дол Гулдур, вынудив Трандуила и его народ уйти на северо-восток. Со временем в Лихолесье появлялось всё больше злобных тварей — орков, волков-варгов, троллей, гигантских пауков. Лес с востока на запад пересекала старая Гномья дорога — Мен-и-Наугрим, но из-за её относительной близости к Дол Гулдуру дорога была заброшена. Эльфы использовали тропу севернее — она заканчивалась где-то в болотах к югу от Эсгарота, что на Долгом озере.
В 2941 году Третьей эпохи (эти события описаны в повести «Хоббит, или Туда и обратно») хоббит Бильбо Бэггинс вместе с Королём-под-Горой в изгнании Торином Дубощитом и двенадцатью другими гномами прошёл через Лихолесье. Там они наткнулись на гигантских пауков. Бильбо спас гномов, но вскоре после этого они были схвачены лесными эльфами, бежали из плена и освободили Эребор от дракона Смауга. Примерно в это же время Белый Совет в составе чародеев Сарумана и Гэндальфа и эльфийских владык Галадриэли и Элронда напал на крепость Дол Гулдур, однако Саурон заблаговременно отступил в Мордор, после чего его влияние в Лихолесье на некоторое время уменьшилось.
Многие годы спустя Голлум, после того как его выпустили из Мордора, был схвачен Арагорном и приведён к Трандуилу, но бежал, воспользовавшись набегом орков.
Весной 3019 года Третьей эпохи орки напали на эльфов Трандуила, но эльфы выдержали натиск и погнали орков на юг, в Дол Гулдур. В то же время орки напали на Лориэн, однако эльфы Келеборна одержали победу и перешли на восточный берег Андуина в погоне за орками. 5 апреля 3019 года Трандуил, Галадриэль и Келеборн встречаются возле Дол Гулдура, и объединённые силы лесных эльфов Лихолесья и Лориэна уничтожают остатки орков. Галадриэль разрушает бывшее убежище Саурона. «Лихолесье» получило новое название — «Eryn Lasgalen» («Лес зелёной листвы»).
На юге леса с тех пор правил Келеборн, на севере — Трандуил; центральную же часть леса заселили люди, потомки оборотня Беорна. Эльфийское население Лихолесья составили Синдар, Авари и лориэнские галадримы в южной части леса.
Возможный прототип — реально существующий лес Пазлвуд. Название Мюрквид позаимствовано из скандинавских саг.